# Alfredo Saad Filho
Alfredo Saad-Filho é um economista marxiano brasileiro. Suas principais obras são  O Valor de Marx – Economia política para o capitalismo contemporâneo (2012) e O Capital de Marx (1975), em parceria com o professor de economia Ben Fine.

## Educação e carreira
Alfredo Saad-Filho é graduado em Economia pela Universidade de Brasília e pela Universidade de Londres, na (Escola de Estudos Orientais e Africanos). Seus escritos abrangem críticas ao pós-Consenso de Washington; políticas do Fundo Monetário Internacional (FMI) e do Banco Mundial e alternativas de políticas em favor dos pobres. Também incluem análises concretas de políticas fiscais, monetárias, financeiras, de balanço de pagamentos e de emprego, bem como metas de inflação, uso de recursos (incluindo a 'maldição dos recursos naturais' e a doença holandesa) e formulação de políticas na África Subsaariana, América Latina (especialmente no Brasil) e no Oriente Médio.
Atualmente é professor de Economia Política e Desenvolvimento Internacional no King's College de Londres Chefe do Departamento de Desenvolvimento Internacional. Na Escola de Estudos Orientais e Africanos (SOAS) da Universidade de Londres entre 2000 e 2019 ele foi Professor de Economia Política, Chefe de doutorado na SOAS (2018–2019) e Presidente do Departamento de Estudos de Desenvolvimento (2006–2010).
Saad-Filho foi Diretor Sênior de Assuntos Econômicos na Conferência das Nações Unidas sobre Comércio e Desenvolvimento (UNCTAD), em Genebra, entre 2011 e 2012. Lecionou em universidades e instituições de pesquisa no Brasil, Canadá, China, Alemanha, Itália, Japão, Moçambique, Suíça e Reino Unido.
Em 2014 ele foi agraciado com a Medalha pelo Conjunto da Obra, da Universidade Federal de Goiás. Já em 2016 recebeu o Prêmio de Ensino do diretor da SOAS.
Seus interesses de pesquisa incluem: economia política do desenvolvimento, política industrial, neoliberalismo, democracia, políticas econômicas alternativas, desenvolvimento político e econômico latino-americano, inflação e estabilização, e a teoria do valor-trabalho e suas aplicações. Alfredo Saad Filho é Comissário de Bolsas da Commonwealth.
É membro do Comitê do Prêmio Deutscher Memorial Prize,  idealizado em 1969 e concedido anualmente aos melhores e mais inovadores escritos. dentro da tradição marxista. Também é editor associado da publicação inglesa Socialist Register e membro do conselho editorial da revista brasileira de economia política Brazilian Journal of Political Economy e do jornal sul-coreano Marxism 21. Também é editor participante da Latin American Perspectives, membro do conselho consultivo do Materialismo Histórico e membro do conselho editorial internacional de Studies in Political Economy, entre muitos outros periódicos.

## Publicações
- Progressive Policies for Economic Development: Economic Diversification and Social Inclusion after Climate Change. London: Routledge, 2022.
- The Age of Crisis: Neoliberalism, the Collapse of Democracy, and the Pandemic. London: PalgraveMacmillan, 2022.
- Growth and Change in Neoliberal Capitalism: Essays on the Political Economy of Late Development, Leiden: Brill, 2020.
- Value and Crisis: Essays on Labour, Money and Contemporary Capitalism, Leiden: Brill, 2019.
- Brazil: Neoliberalism versus Democracy, Londres: Pluto Press, 2018 (com L. Morais).
- Economic Transitions to Neoliberalism in Middle-Income Countries: Policy Dilemmas, Economic Crises, Forms of Resistance, London: Routledge, 2009 (editor, with G. Yalman)
- Political Economy of Brazil: Recent Economic Performance. London: Palgrave-Macmillan, 2007 (editor, com P. Arestis)
- Neoliberalism: A Critical Reader, Londres: Pluto Press, 2005 (editor, com D. Johnston).
- The Elgar Companion to Marxist Economics . Aldershot: Edward Elgar (editor, com Ben Fine ).
- Marx’s Capital, London: Pluto Press, 2004, 2010, 2016 (com Ben Fine).
- AntiCapitalism: A Marxist Introduction, Londres: Pluto Press, 2003 (editor)
- The Value of Marx: Political Economy for Contemporary Capitalism, London: Routledge, 2002.
  - O Valor de Marx – Economia política para o capitalismo contemporâneo, Campinas: Unicamp, 2011 ISBN:9788526809260.[9]